# Visjoner
"Visjoner" (tradução portuguesa "Visões") foi a canção que representou a Noruega no Festival Eurovisão da Canção 1992. Foi cantada em norueguês por Merethe Trøan. Foi a vigésima-primeira canção a ser interpretada na noite do festival em Malmö, depois da canção jugoslava "Ljubim te pesmama" interpretada por Estra Nena e antes da canção alemã  "Träume sind für alle da" interpretada pela banda Wind.  Terminou a competição em décimo-oitavo lugar, recebendo um total de 23 pontos. Informações sobre a canção.

## Autores
Segundo o Diggilloo net os autores da canção foram: Informações sobre a canção
- Letrista: Eva Jansen;
- Compositor: Robert Morley;
- Orquestrador: Rolf Løvland

## Letra
A canção é uma balada, com  perguntando aos ouvintes se eles pretendem ter uma visão do futuro. Ela canta, que como se está aproximando um novo século (século XXI), é uma oportunidade perfeita para fazer o ponto da situação, descrevendo o que o homem tem destruído na Natureza pondo esta em perigo e desejando um futuro melhor. Letra da canção.

## Versões
Trøan gravou esta canção em inglês intitulada "Visions". Informações sobre a canção